# Cascalho Rico

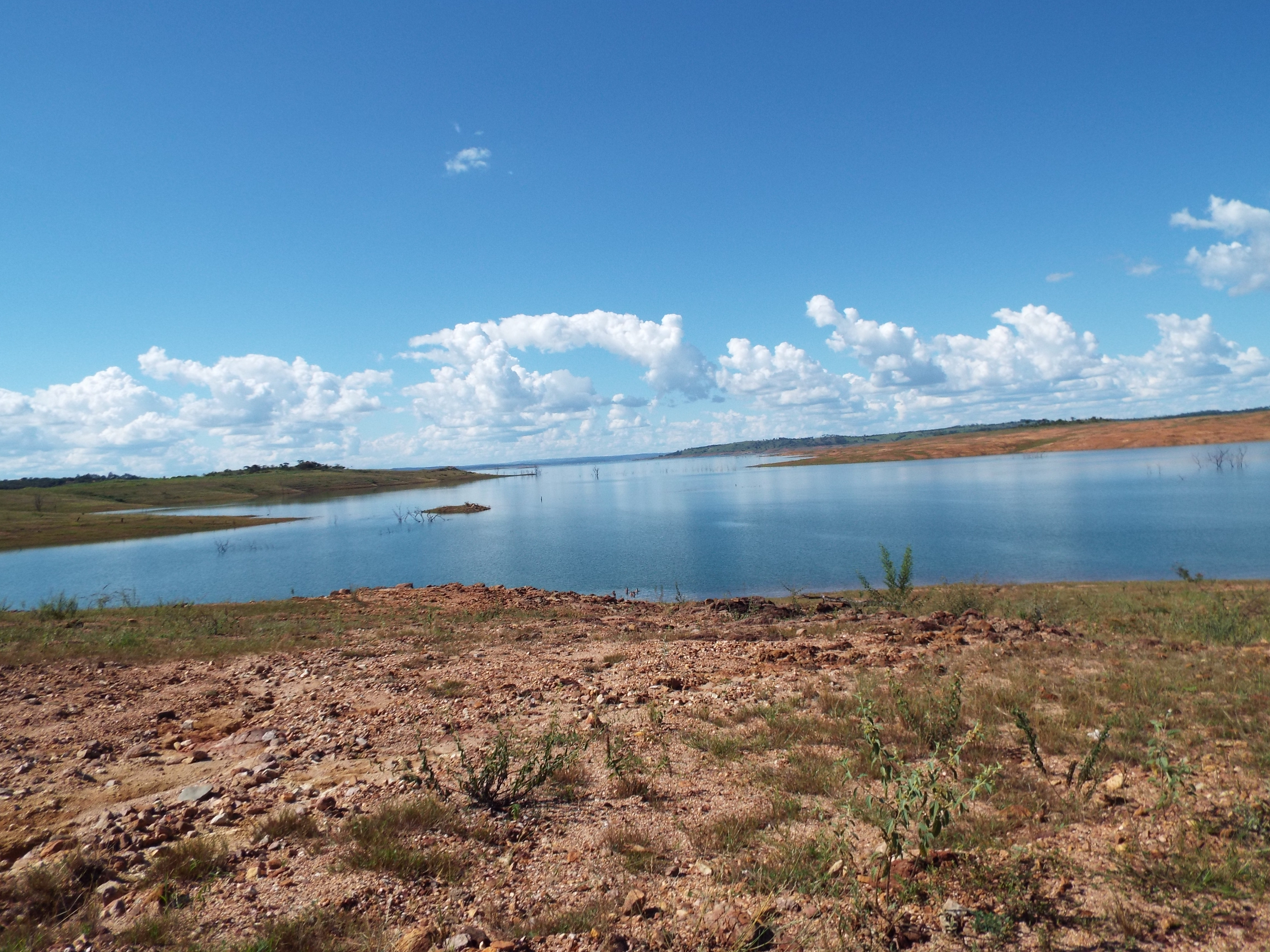

Cascalho Rico est une municipalité brésilienne de l'État du Minas Gerais et la microrégion d'Uberlândia.